# Yang Guifei
Yang Yuhuan 楊玉環, meglio nota come Yang Guifei 楊貴妃 (719 – 15 luglio 756) è stata la consorte dell'imperatore cinese Xuan Zong ed era conosciuta come una delle quattro bellezze dell'antica Cina.
È nota anche con il nome della suora taoista Taizhen.

## Biografia
- La sua influenza sull’imperatore era enorme: si dice che lui trascurasse gli affari di stato per stare con lei.
- Il fratello di Yang e la sua famiglia ottennero posizioni di potere, causando malcontento a corte.
- Durante la rivolta di An Lushan (755), la corte fu costretta a fuggire e i soldati incolparono Yang e la sua famiglia per la crisi.
- Le guardie dell'imperatore chiesero di mettere a morte Yang della ribellione. L'imperatore capitolò e con riluttanza ordinò al suo assistente Gao Lishi di supervisionare il suo suicidio forzato.